# 高尔森
高尔森（1929年8月16日—2020年7月15日），男，安徽巢县人，中华人民共和国国际经济法学家，南开大学法学院教授。

## 生平
高尔森的父亲高錫福，1927年毕业于武昌高等师范学校，1928年响应号召返回安庆，担任安徽省立民众教育馆馆长。同年与安庆名中医之女秦泳梧结婚。1929年8月，高尔森呱呱坠地。不久一家人迁至芜湖。1937年七七事变后，一家人流亡至湘西永绥县，高尔森在父亲任教的國立第八中學雅溪分校读书。1945年抗战胜利后，在南京中央大学附属中学学习。1948年考入国立北京大学法学院政治系国际法专业。
1952年北京大学毕业后，分配至天津南开大学工作，参与创建南开大学马列主义教研室。1957年侥幸躲过反右运动，但是在入党问题上一波三折。1958年，因父亲被划为右派而受到牵连，调往家乡的芜湖造船厂工作，担任业余学校及厂办初中教师。文化大革命期间被下放至车间劳动。
粉碎“四人帮”后，他在南开大学同事的帮助下，于1979年重新回到天津南开大学执教，从事国际经济法研究与教学工作。1981年，赴香港胡關李羅律師行访问。1984年，在庐山为国际经济法全国青年教师培训班首次开设国际税法课程。1992年，与中国人民大学教授曾宪义、对外经济贸易大学教授冯大同等11名学者作为中国大陆法学家代表团成员首次访问台湾。
1987年，担任南开大学国际经济研究所国际经济法研究室主任。1995年，研究室独立为研究所，高尔森担任首任所长（2004年并入南开大学法学院）。社会兼任中国国际经济法学会副会长、中国国际法学会顾问、天津市法学会国际经济法分会名誉会长、中国国际经济贸易仲裁委员会委员、天津市人民政府法律顾问等职务。参与天津市地方性法规和政府规章的制定工作。
2009年，为庆祝高尔森80寿辰，其学生郑伟鹤捐款人民币100万元，在南开大学设立“高尔森奖学金和学术创新基金”。2012年出版回忆录《从北大到南开》。
2020年7月15日凌晨0时10分在上海逝世。

## 著作
专著
- . 南开大学出版社. 1984年.
- . 南开大学出版社. 1985年.
- . 天津人民出版社. 1994年. ISBN 7-201-01982-1.
- 修订版. 南开大学出版社. 1997年. ISBN 7-310-01037-X.

主编
- 第一版. 高校法学教材法律出版社. 1988年. ISBN 7-5036-0106-X.
- . 法律出版社. 1997年.
- . 天津人民出版社. 1991年. ISBN 7-201-00677-0.
- . 法律出版社. 1998年. ISBN 7-5036-2569-4.
- . 南开大学出版社. 1997年. ISBN 7-310-01034-5.
- . 天津人民出版社. 1994年. ISBN 7-201-02004-8.
- . 天津人民出版社. 1997年. ISBN 7-201-02847-2.
- . 天津人民出版社. 2001年. ISBN 7-201-03762-5.

翻译
- 柯契可夫. . 由高尔森翻译. 人民出版社. 1951年.
- 捷尔莱雪夫. . 由高尔森翻译. 世界知识出版社. 1951年.

## 荣誉
- 天津市劳动模范（1986年）
- 天津市市级优秀教师（1991年）
- 第四届天津市哲学社会科学优秀成果一等奖（1991年）
- 第二届司法部高等学校优秀教材奖（1992年）[8]